# Uroleucon cicerbitae
Uroleucon cicerbitae är en insektsart. Uroleucon cicerbitae ingår i släktet Uroleucon och familjen långrörsbladlöss. Inga underarter finns listade i Catalogue of Life.